# ساو كايتانو دو سول
ساو كايتانو دو سول هي مدينة، وبلدية في البرازيل، تتبع ساو باولو، بلغ عدد سكانها 140٬159  نسمة، في 2000، تبلغ مساحتها 15٫331 كيلومتر مربع.

## الموقع
تشترك في الحدود مع:
- ساو باولو
- ساو برناردو دو كامبو.

## مدن توأم
المدن التوأم:
- فيتوريو فينيتو
- ثيين.

## أعلام
- ماركوس دا سيلفا
- فرناندو دي ألميدا
- ميخائيل أندرسون بيريرا دا سيلفا
- جيلسون مورا
- ماريو فيرنانديز